# S:t Mårtens sakristia
S:t Mårtens sakristia är en medeltida sakristia av sten i S:t Mårtens i Finland. År 1765 byggdes en träkyrka i närheten. Av den planerade medeltida kyrkan förverkligas endast sakristian. Resterna upptäcktes 1937. Sakristian byggdes troligen kring år 1500–1540.